# Torreyochloa fernaldii
Torreyochloa fernaldii là một loài thực vật có hoa trong họ Hòa thảo. Loài này được (Hitchc.) Church miêu tả khoa học đầu tiên năm 1949.